# Michaela Glöckler

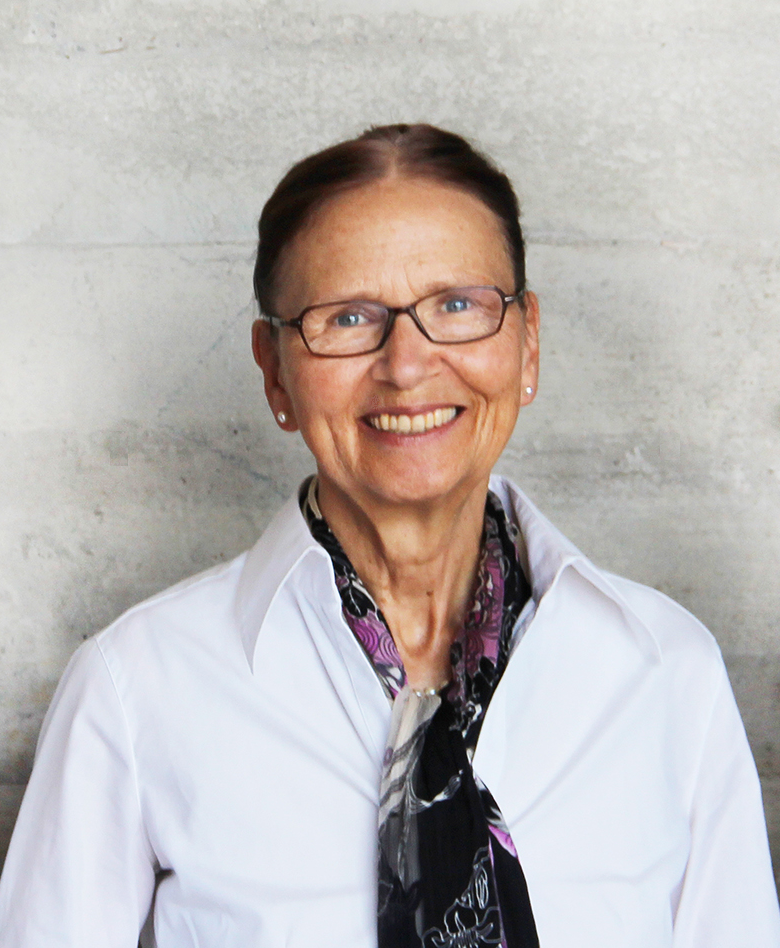
Michaela Glöckler

Michaela Glöckler (* 1946 in Stuttgart) ist eine deutsche anthroposophische Kinderärztin.
Nach Besuch der Freien Waldorfschule studierte sie zunächst Germanistik und Geschichte. Anschließend studierte sie Medizin und promovierte 1979 in Tübingen zu „Testpsychologische Untersuchung zur Leistungsfähigkeit nach standardisierten Inhalationsnarkosen mit Enfluran und Halothan“. Sie spezialisierte sich zur Kinderärztin am Gemeinschaftskrankenhaus Herdecke und der Universitätsklinik Bochum und praktizierte zehn Jahre als Kinder- und Schulärztin. Ab 1988 hatte sie die Leitung der medizinischen Sektion am Goetheanum, Freie Hochschule für Geisteswissenschaft, in Dornach in der Schweiz inne. Darüber hinaus war sie für die internationale Koordination (IKAM) der Konferenz der Vorstände anthroposophischer Ärztegesellschaften zuständig.
Im Herbst 2016 wurde Michaela Glöckler an ihrem 70. Geburtstag emeritiert und übergab die Leitung der medizinischen Sektion an Matthias Girke und Georg Soldner.
Michaela Glöckler ist Verwaltungsratspräsidentin der 2006 gegründeten zivilgesellschaftlichen Initiative Europäische Allianz von Initiativen angewandter Anthroposophie - ELIANT.

## Ausgewählte Werke
- (mit Wolfgang Goebel und Karin Michael): Kindersprechstunde. Ein medizinisch-pädagogischer Ratgeber, Urachhaus Vlg., Stuttgart 2015
- Elternsprechstunde: Erziehung aus Verantwortung, Urachhaus Vlg., Stuttgart 2016
- Die Würde des kleinen Kindes. Pflege und Erziehung in den ersten drei Lebensjahren, Medizinische Sektion am Goetheanum, Dornach 2015
- (mit Birgit Emde): Komplementärmedizin für Kinder. Für die Kitteltasche: Beratungsempfehlungen für die Selbstmedikation, Wissenschaftliche Verlagsgesellschaft, Stuttgart 2012
- (mit Veronika Schröter und Linda Thomas): Das Messie-Syndrom. Die Kraft der eigenen Ordnung und Schönheit, Audio-CD, Gesundheit aktiv, Berlin 2009
- Begabung und Behinderung. Praktische Hinweise für Erziehungs- und Schicksalsfragen, Verlag Freies Geistesleben, Stuttgart 2004
- (mit Rolf Heine): Handeln im Umkreis des Todes. Praktische Hinweise für die Pflege des Körpers, die Aufbahrung, die spirituelle Begleitung des Verstorbenen, Medizinische Sektion am Goetheanum, Dornach 2003
- Das Schulkind – gemeinsame Aufgaben von Arzt und Lehrer, Vlg. am Goetheanum, Dornach 1998
- Macht in der zwischenmenschlichen Beziehung : Grundlagen einer Erziehung zur Konfliktbewältigung, Mayer Vlg., Stuttgart 1997
- Vom Umgang mit der Angst: Eine biographisch-menschenkundliche Studie, Urachhaus Vlg., Stuttgart 1993
- (zusammen mit Taco Bay): Medizin an der Schwelle, Vlg. am Goetheanum, Dornach 1993